# Francisco Solano
Francisco Solano (Francis Solanus), född 10 mars 1549 i Montilla, Andalusien, Spanien, död 14 juli 1610 i Lima, Peru, var en spansk missionär i Sydamerika, tillhörande Franciskanerorden.
Solano föddes i Montilla i provinsen Córdoba i Andalusien. Hans föräldrar hette Mateo Sanchez Solano och Anna Ximenes. När Francisco var tjugo år gick han med i Franciskanerorden i Montilla. Flera år senare sändes han av sina överordnade till Arifazza. Han seglade från Spanien till Amerika år 1589, på väg till Peru.
I tjugo år arbetade Francisco med att evangelisera Tucuman-regionen (idag nordvästra Argentina) och Paraguay. Han var duktig på språk och lärde sig många av regionernas tungomål. Då Francisco också var en musiker, spelade han ofta fiol för invånarna, vilket hjälpte dem att lära känna honom bättre.
Det sägs att han år 1610 förutsade den förödande jordbävningen som skulle komma i Trujillo, Peru. Han ska också ha förutspått sin egen död, vilken inträffade år 1610 i Lima, Peru. Francisco saligförklarades av påve Clemens X år 1675 och kanoniserades av Benedictus XIII år 1726. Hans helgondag firas av Franciskanerorden den 24 juli.